# Stazione di Lucca
Stazione di Lucca vasútállomás Olaszországban, Lucca településen.

## Vasútvonalak
Az állomást az alábbi vasútvonalak érintik:
- Viareggio-Firenze-vasútvonal
- Pisa–Lucca-vasútvonal
- Aulla Lunigiana–Lucca-vasútvonal
- Lucca-Pontedera-vasútvonal

## Kapcsolódó állomások
A vasútállomáshoz az alábbi állomások vannak a legközelebb:
- Stazione di Tassignano-Capannori (Viareggio-Firenze-vasútvonal)
- Stazione di Montuolo
- Stazione di Nozzano
- Stazione di Ripafratta
- Stazione di San Pietro a Vico
- stazione di Toringo-Parezzana (Lucca-Pontedera-vasútvonal)